# Chantoozies
Gli Chantoozies sono un gruppo musicale australiano, formatosi nel 1986.

## Storia
L'album di debutto eponimo degli Chantoozies è stato pubblicato nel 1988 ed ha raggiunto l'8ª posizione della classifica australiana. È stato promosso dai singoli Witch Queen e He's Gonna Step on You Again, arrivati rispettivamente alla numero 4 e 36 della Music Kent Report, mentre Wanna Be Up e Kiss 'n' Tell si sono piazzati al 6º e 25º posto della ARIA Singles Chart. Ad aprile 1991 è uscito il secondo album Gild the Lily, che si è fermato alla numero 71, promosso dalla hit Love the One You're with (21ª nella classifica nazionale).  Nello stesso anno il gruppo si è sciolto, riunendosi parzialmente a partire dal 2012 in occasione di alcune esibizioni dal vivo.

## Discografia

### Album in studio
- 1988 – Chantoozies
- 1991 – Gild the Lily

### Singoli
- 1987 – Witch Queen
- 1987 – He's Gonna Step on You Again
- 1988 – Wanna Be Up
- 1988 – Kiss 'n' Tell
- 1989 – Come Back to Me
- 1990 – Walk On
- 1991 – Love the One You're with
- 1991 – I'll Be There
- 2014 – Baby It's You
- 2015 – Black and Blue